# Анатоли Тонов
Анатоли Георгиев Тонов е български футболист, нападател.

## Биография
Роден е на 19 септември 1968 г. Висок е 179 см и тежи 78 кг.
Юноша е на ЦСКА. Играл е за Чавдар (Бяла Слатина), Монтана, Спартак (Пловдив), Левски (София) (26 мача и 6 гола за А група и 7 мача и 2 гола за купата на страната), Септември, Искър (София) (14 мача и 6 гола за Б група и 1 мач и 1 гол за купата на страната), Хебър (18 мача и 4 гола за А група, 6 мача и 1 гол за Б група и 4 мача и 2 гола за купата на страната), Беласица, Ботев (Пловдив), Спартак (Варна), Родопа (24 мача и 4 гола за Б група и 2 мача за купата на страната), Видима-Раковски (1 мач за А група и 2 мача и 1 гол за купата на страната), Миньор (Бобов дол) (11 мача и 4 гола за Б група и 2 мача за купата на страната), Южна Корея и Ухан (Китай). За Левски е изиграл 1 мач в турнира за Купата на носителите на купи. Финалист за купата на страната през 1997 г. с Левски (Сф) и за Купата на ПФЛ през 1996 г. с Монтана.

## Статистика по сезони
- Чавдар – 1988/89 – В група, 9 мача/5 гола
- Чавдар – 1989/90 – В група, 14/7
- Монтана – 1990/91 – Б група, 26/10
- Монтана – 1991/92 – Б група, 34/15
- Монтана – 1992/93 – Б група, 35/17
- Спартак (Пд) – 1993/94 – Б група, 28/10
- Спартак (Пд) – 1994/95 – А група, 27/8
- Монтана – 1995/96 – А група, 29/11
- Левски (Сф) – 1996/97 – А група, 26/6
- Южна Корея – 1997/98 – К-Лига
- Септември – 1998/ес. - А група, 2/1
- Искър – 1999/ес. - Б група, 14/6
- Ухан – 2000/пр. - Китайска Суперлига, 12/5
- Хебър – 2000/01 – А група, 18/4
- Беласица – 2001/ес. - А група, 5/2
- Ботев (Пд) – 2002/пр. - Б група, 2/0
- Спартак (Вн) – 2002/пр. - А група, 3/1
- Родопа – 2002/03 – Б група, 24/4
- Видима-Раковски – 2003/ес. - Б група, 1/1
- Миньор (Бд) – 2003/04 – В група, 18/7
- Миньор (Бд) – 2004/05 – Б група, 11/4
- Хебър – 2005/ес. - Б група, 6/1
- Драгоман – 2006/07 – В група
- Чавдар – 2007/2008 - Треньор
- Пирин-2008/2009-Треньор